# تسل ام ماین
تسل ام ماین (به آلمانی: Zell am Main) یک منطقهٔ مسکونی در آلمان است که در وورتسبورگ واقع شده‌است.